# Маамма, Отман
Отман Маамма (фр. Othmane Maamma; родился 6 октября 2005, Алес) — французский футболист, вингер клуба «Уотфорд».

## Клубная карьера
Выступал за юношеские команды клубов «Ним Галезек Спортиф Гардуа», «Арль-Авиньон» и «Монпелье». 12 мая 2024 года дебютировал в основном составе «Монпелье» в матче французской Лиги 1 против «Монако». 19 мая 2024 года забил свой первый гол за «Монпелье» в матче против «Ланса».

## Карьера в сборной
Выступал за сборную Марокко до 20 лет.